# Synchronizované plavání na Letních olympijských hrách 1984
Synchronizované plavání na Letních olympijských hrách 1984 probíhalo na stadionu Olympic Swim Stadium v Los Angeles.

## Medailistky
| Soutěž        | Zlato                                                        | Stříbro                                        | Bronz                                            |
| ------------- | ------------------------------------------------------------ | ---------------------------------------------- | ------------------------------------------------ |
| Jednotlivkyně | Tracie Ruizová · Spojené státy americké (USA)                | Carolyn Waldo · Kanada (CAN)                   | Miwako Motoyoshi · Japonsko (JPN)                |
| Dvojice       | Spojené státy americké (USA) · Candy Costie · Tracie Ruizová | Kanada (CAN) · Sharon Hambrook · Kelly Kryczka | Japonsko (JPN) · Saeko Kimura · Miwako Motoyoshi |

## Přehled medailí
| Pořadí | Země                         | Zlato | Stříbro | Bronz | Celkově |
| ------ | ---------------------------- | ----- | ------- | ----- | ------- |
| 1.     | Spojené státy americké (USA) | 2     | 0       | 0     | 2       |
| 2.     | Kanada (CAN)                 | 0     | 2       | 0     | 2       |
| 3.     | Japonsko (JPN)               | 0     | 0       | 2     | 2       |
| Celkem | Celkem                       | 2     | 2       | 2     | 6       |